# Dél-Amerika állatkertjeinek listája
Az alábbi lista Dél-Amerika állatkertjeit tartalmazza, országonként betűrendben:

## Argentína
- Bubalcó, General Roca, Río Negro
- Buenos Aires Zoo, Buenos Aires
- Estación de Cría de Animales Salvajes, La Plata, Buenos Aires tartomány
- Mar del Plata Aquarium, Mar del Plata, Buenos Aires tartomány
- Mendoza Zoological Park, Mendoza, Mendoza tartomány
- Mundo Marino, San Clemente del Tuyú, Buenos Aires tartomány
- Parque Independencia/Bahía Blanca Zoo, Bahía Blanca, Buenos Aires tartomány
- Rawsoni állatkert, Rawson, Chubut tartomány
- Temaikèn, Belén de Escobar, Buenos Aires tartomány
- Zoo Batán, Mar del Plata, Buenos Aires tartomány
- Zoo Córdoba, Córdoba, Córdoba tartomány (Argentína)
- Zoo Corrientes, Corrientes, Corrientes tartomány
- Zoo de América, América, Buenos Aires tartomány
- Zoo de Varela, Florencio Varela, Buenos Aires tartomány
- Zoo La Plata, La Plata, Buenos Aires tartomány
- Zoo Luján, Luján, Buenos Aires tartomány
- Zoo Paraiso, Mar del Plata, Buenos Aires tartomány
- Zoo Yku Huasi, Malvinas Argentinas, Buenos Aires tartomány

## Bolívia
- Zoológico Municipal Fauna Sudamericana, Santa Cruz de la Sierra

## Brazília

### Acre
- Zoológico do Parque Chico Mendes, Rio Branco

### Amazonas
- Parque Zoológico Municipal, Manaus
- Zoológico do Centro de Instrução de Guerra na Selva, Manaus

### Bahia
- Parque Zoobotânico Getúlio Vargas, Salvador
- Parque Zoobotânico Rolf, Mata de São João

### Ceará
- Parque Zoológico Sargento Prata, Fortaleza

### Brazíliai szövetségi kerület
- Jardim Zoológico de Brasília, Brazíliaváros

### Goiás
- Parque Zoológico de Goiânia, Goiânia

### Mato Grosso
- Parque Zoológico de Rondonópolis, Rondonópolis
- Zoológico da Universidade Federal de Mato Grosso, Cuiabá
- Zoológico Municipal de Alta Floresta, Alta Floresta

### Minas Gerais
- Fundação Zoo-Botânica de Belo Horizonte, Belo Horizonte
- Jardim Zoológico Lauro Palhares, Pará de Minas
- Parque Zoobotânico de Pouso Alegre, Pouso Alegre
- Parque Zoobotânico Doutor Mário Frota, Varginha
- Zoológico Municipal Amaro Sátiro de Araújo, Montes Claros
- Zoológico Municipal de Sete Lagoas, Sete Lagoas
- Zoológico Municipal de Três Pontas, Três Pontas
- Zoológico Municipal Parque do Sabiá, Uberlândia
- Zoológico Municipal Parque dos Jacarandás, Uberaba

### Pará
- Parque Zoobotânico do Museu Paraense Emílio Goeldi, Belém
- Parque Zoobotânico de Carajás, Parauapebas

### Paraná
- Parque Ecológico Municipal Danilo Galafassi, Cascavel
- Zoológico de Matelândia, Matelândia
- Zoológico Municipal de Curitiba, Curitiba
- Zoológico Bosque Guarani, Foz do Iguaçu
- Parque das Aves, Foz do Iguaçu

### Paraíba
- Parque Zoológico Arruda Câmara, João Pessoa

### Pernambuco
- Parque Dois Irmãos (Zoo Botanical Park Dois Irmaos), Recife
- Parque Zoológico Municipal Antônio Melo Verçosa, Vitória de Santo Antão

### Piauí
- Parque Zoobotânico, Teresina

### Rio de Janeiro
- Jardim Zoológico de Niterói, Niterói
- Rio de Janeiro Zoo, Rio de Janeiro
- Zoológico Municipal de Volta Redonda, Volta Redonda

### Rio Grande do Sul
- Pampas Safari, Gravataí
- Parque Zoológico, Sapucaia do Sul
- Zoológico do Litoral, Osório
- Zoológico Municipal de Cachoeira do Sul, Cachoeira do Sul
- Zoológico Municipal de Canoas, Canoas

### Rondônia
- Zoológico de Vilhena, Vilhena

### Roraima
- Zoológico do Sétimo Batalhão de Infantaria de Selva, Boa Vista

### Santa Catarina
- Parque Ecológico e Zoobotânico de Brusque, Brusque
- Parque Cyro Gevaerd Santur, Balneário Camboriú
- Parque Zoobotânico de Joinville, Joinville
- Zoológico Pomerode, Pomerode

### São Paulo
- Jardim Zoobotânico de Franca, Franca
- Parque Ecológico "Dr. Antônio T. Viana", São Carlos
- Parque Ecológico Municipal "Cid Almeida Franco", Americana
- Parque Zoológico de Ilha Solteira, Ilha Solteira
- São Paulo Zoo, São Paulo
- Parque Zoológico Dr. Fábio de Sá Barreto, Ribeirão Preto
- Parque Zoológico Eugênio Walter, Boituva
- Parque Zoológico Municipal de Guarulhos, Guarulhos
- Municipal Zoological Park "Quinzinho de Barros", Sorocaba
- Zoológico de Jardinópolis, Jardinópolis
- Zoológico Municipal de Araçatuba "Dr. Flávio Leite Ribeiro", Araçatuba
- Zoológico Municipal de Bauru, Bauru
- Zoológico Municipal de Buri, Buri
- Zoológico Municipal de Campinas, Campinas
- Zoológico Municipal de Catanduva, Catanduva
- Zoológico Municipal de Garça "Dr. Belírio Guimarães Brandão", Garça
- Zoológico Municipal de Leme, Leme
- Zoológico Municipal de Limeira, Limeira
- Zoológico Municipal de Lins, Lins
- Zoológico Municipal de Mogi Guaçu, Mogi Guaçu
- Zoológico Municipal de Mogi Mirim "Luiz Gonzaga Amoêdo Campos", Mogi-Mirim
- Zoológico Municipal de Pedreira, Pedreira
- Zoológico Municipal de Piracicaba, Piracicaba
- Zoológico Municipal de Santa Bárbara d'Oeste, Santa Bárbara d'Oeste
- Zoológico Municipal de São Bernardo do Campo, São Bernardo do Campo
- Zoológico Municipal de São José do Rio Preto, São José do Rio Preto
- Zoológico Municipal de São Vicente, São Vicente
- Zoológico Municipal de Taboão da Serra, Taboão da Serra
- Zoológico Municipal Henrique Pedroni, Sumaré
- Zoológico Municipal Nestor Bologna, Vargem Grande do Sul
- Zoológico Vale dos Bichos, São José dos Campos
- Zooparque Itatiba, Itatiba

### Sergipe
- Boa Luz Eco Parque, Laranjeiras
- Parque Zoológico, Aracaju

## Chile
- Buin Zoo, Buin
- Chilean National Zoo, Santiago
- Quilpue Zoo, Quilpue
- La Serena Zoo, La Serena
- Concepción Zoo, Concepción
- Parque safari de Rancagua, Rancagua

## Ecuador
- Guayabamba Zoo, Quito

## Guyana
- Guyana Zoo, Georgetown

## Kolumbia
- Cali Állatkert, Cali
- Hacienda Nápoles, Medellín
- Jaime Duque Park Zoo, Bogotá
- Bioparque Los Ocarros, Villavicencio
- Matecaña City Zoo, Pereira
- Santa Fe Zoo, Medellín
- Santa Marta Aquarium, Santa Marta
- Santacruz Zoo, San Antonio del Tequendama
- Barranquillai Állatkert, Barranquilla

## Paraguay
- Botanical Garden and Zoo of Asunción, Asunción

## Peru
- Zoológico de Quistococha, Iquitos, Loreto megye
- Parque de las Leyendas, San Miguel, Lima
- Parque Zoológico de Huachipa, Ate, Lima
- Zoocriadero, Lima

## Suriname
- Zoológico de Paramaribo

## Uruguay
- Pan de Azúcar Nature Reserve, Cerro Pan de Azúcar
- Parque Lecocq, Montevideo
- Zoológico Municipal Villa Dolores, Montevideo

## Venezuela
- Aquarium de Valencia, Valencia
- Jardín Botánico de la Unellez, Barinas
- Parque Zoológico El Pinar, Caracas
- Parque Zoológico Caricuao, Caracas
- Parque Zoológico Chorros de Milla, Mérida
- Planeta Zoo, Valencia (a várostól délre)
- Parque Zoológico La Guaricha, Maturín
- Parque Zoológico Las Delicias, Maracay
- Parque Zoológico y Botánico Bararida, Barquisimeto
- Parque Zoológico Metropolitano del Zulia, Maracaibo
- Zoológico Valle del Emperador
- Zoológico de Paya Leslie Pantin
- Zoológico de Paraguaná